# Pietrosu (okręg Buzău)
Pietrosu – wieś w Rumunii, w okręgu Buzău, w gminie Costești. W 2011 roku liczyła 1204 mieszkańców.